# Rhein-Mainische Volkszeitung
Die Rhein-Mainische Volkszeitung war eine bedeutende linkskatholische Zeitung in der Weimarer Republik. Sie war zugleich die erste Bistumszeitung des katholischen Bistums Limburg. Die Rhein-Mainische Volkszeitung wurde von Friedrich Dessauer gegründet und erschien erstmals 1923 in Frankfurt. Sie hatte für die Reformdiskussion im deutschen Katholizismus in der Zwischenkriegszeit eine Bedeutung, die weit über das Bistum hinausging. Sie erschien in einer lokalen Bistums- sowie in einer Deutschlandausgabe.

## Personal
Das Blatt wurde von einer jungen Redaktion betreut. Die meisten Redakteure waren 20 bis 30 Jahre alt. Chefredakteur war Heinrich Scharp. Weitere bedeutende Autoren waren Werner Thormann, Ernst Michel und der Feuilleton-Redakteur Walter Dirks. Letzterer nahm innerhalb der Redaktion eine äußerst linkspolitische Haltung ein, während Herausgeber Dessauer eine eher konservative Strömung innerhalb des Reformkatholizismus vertrat. Kaufmännischer Leiter war Josef Knecht.
Theaterkritiker der Zeitung war Reinhold Lindemann, bei dem der antisemitische Historiker Wilhelm Grau zur Untermiete wohnte. Durch Lindemann erhielt Grau ein Volontariat in der Redaktion.

## Politische Ausrichtung
Neben seiner Bedeutung für das Bistum Limburg wurde die RMV schnell deutschlandweit zum Organ des Reformkatholizismus der Zwischenkriegszeit. Vor allem junge, kirchlich und politisch engagierte Laien sowie junge Priester gehörten zur Leserschaft. Die ältere Priestergeneration tendierte eher zu Zeitungen wie der „Germania“ oder der „Kölnischen Volkszeitung“. Entsprechend nahmen auch Themen rund um die Katholische Jugendbewegung und soziale Reformdiskussionen breiten Raum ein. Parteipolitisch stand das Blatt dem linken Flügel der Zentrumspartei nahe, den konservativen Vertretern der Partei aber fern. Der Frankfurter Stadtverband des Zentrums, der von Dessauer dominiert wurde, unterstützte die RMV weitgehend.
Der Limburger Bistumshistoriker Klaus Schatz beschreibt die politische Haltung so: „Sie [die RMV] vertrat eindeutige politische Optionen, die denen des linken Zentrumspolitikers Wirth am nächsten standen: innenpolitisch war es die Eingliederung der Arbeiter in die Gesellschaft und in den Staat, außenpolitisch die Versöhnung der europäischen Völker (vor allem die deutsch-französische Versöhnung) als vordringliche Aufgabe; die Redakteure waren gleichzeitig führende Mitglieder des 1923 neugegründeten „Friedensbundes deutscher Katholiken“, dessen Zentrale sich seit 1928 im Verlagshaus der RMV befand. Von diesen inhaltlichen Optionen her plädierte die RMV durchwegs für eine Mitte-links-Koalition des Zentrums mit der Sozialdemokratie und lehnte das 1925/26 und 1927/28 bestehende politische Bündnis mit den Deutschnationalen ab.“

## Geschichte
Friedrich Dessauer hatte als Erfinder und Industrieller auf dem Gebiet der Röntgentechnik ein Vermögen angesammelt. Nachdem er der Frankfurter Carolus-Druckerei bereits 1918 vorübergehend einen gegeben hatte, stellte er 1922 ein knappes Drittel des nun auf 2,5 Millionen Mark erhöhten Stammkapitals zur Verfügung. Bei einer weiteren Kapitalerhöhung im August 1923 erwarb Dessauer knapp 75 % der Carolus-Anteile und bestimmte damit die Richtung der Carolus-Druckerei und der von ihr produzierten Frankfurter Volkszeitung. Sie war das Sprachrohr des Katholizismus in der Stadt. Die Druckerei und mit ihr die Zeitung hatte kurz vor dem Konkurs gestanden und wurde durch Dessauers Investition gerettet. Dessauer, der bereits zuvor im Politischen Katholizismus engagiert war, nahm von da an gemeinsam mit dem Stadtpfarrer Jakob Herr auch Einfluss auf den Inhalt der Zeitung. Kurz darauf fasste Dessauer das Blatt mit den Überresten der bankrottgegangenen Offenbacher Volkszeitung zusammen. Am 1. Oktober 1923 erschien die erste Ausgabe unter dem Titel Rhein-Mainische Volkszeitung. 
Zu einer ersten Auseinandersetzung mit Bischof Augustinus Kilian kam es, nachdem Werner Thormann im September 1925 ein Reichs-Schulgesetz kritisiert hatte, mit dem das Zentrum konfessionelle Schulen durchsetzen wollte. Diese Frage war insbesondere im Bistum Limburg bereits seit dessen Gründung rund hundert Jahre zuvor heftig umstritten gewesen. Die Kritik der RMV löste energischen Widerspruch im Klerus aus, insbesondere des Wiesbadener Stadtpfarrers, des späteren Bischofs Antonius Hilfrich. Kilian erteilte der Redaktion eine schriftliche Rüge.
Schärfer wurde der Ton im Januar 1926, als der Bischof der RMV Modernismus und sogar Häresie vorwarf. Anlass war eine Artikelserie Ernst Michels und Walter Dirks’. Kilian drohte damit, dass die Pfarrer von der Kanzel vor der RMV warnen würden. Friedrich Dessauer konnte jedoch persönlich beim Bischof erreichen, dass diese Sanktionen nicht umgesetzt wurden. Im März einigten Kilian und Dessauer sich, dass die Lokalausgabe künftig weniger deutlich Position in politischen und theologischen Streitfragen beziehen würde. Zudem wurde der Frankfurter Studentenpfarrer Josef Nielen in die Redaktion aufgenommen, der in Zukunft Konflikte mit der Amtskirche vor einer Veröffentlichung „entschärfen“ sollte. Es folgten weitere Auseinandersetzungen um die Haltung der RMV zur Fürstenenteignung, zu einem Gotteslästerungsprozess gegen George Grosz 1930 und um den Abdruck eines Textes von Martin Buber 1928.
In den frühen 1930er Jahren positionierte sich die RMV eindeutig gegen den Nationalsozialismus; eine Haltung, die nicht alle Strömungen der kirchlichen Jugendbewegung teilten. Am 3. Juli 1933 wurden Friedrich Dessauer, Heinrich Scharp und Josef Knecht im Rahmen einer Kampagne gegen den politischen Katholizismus von der Gestapo verhaftet, kurz darauf auch Walter Dirks. Scharp kam wenige Tage später wieder frei, Knecht im August. Nach der Freilassung von Dirks im Herbst wurde Dessauer im Dezember 1933 der Prozess wegen Unterschlagung gemacht, der mit einem Freispruch endete. Am Weihnachtsabend wurde er freigelassen. Bereits am 18. Dezember hatte jedoch das Regierungspräsidium Düsseldorf seinen Anteil an der Carolus-Druckerei als „volksfeindliches Vermögen“ eingezogen. Am 19. Januar 1934 kam die gesamte Druckerei in staatliche Treuhänderschaft. Als neuer Herausgeber fungierte Georg Schmidt, der das Blatt entsprechend der NS-Ideologie führte. Innerhalb kurzer Zeit verlor der RMV dadurch nahezu alle Abonnenten. Trotz Versuchen der Amtskirche eine Fortführung zu erreichen, wurde die Rhein-Mainische Volkszeitung Anfang 1935 eingestellt.
Der Frankfurter Pfarrer Alois Eckert widersprach in der Volkszeitung am 4. April 1933, nach dem reichsweiten Judenboykott mit etlichen Morden vom 1. April, offen sowohl der Methode wie der Begründung der nationalsozialistischen Judenpolitik:
Die Lösung der deutschen Judenfrage kann nicht von der Rasse her gesucht und gefunden werden. Kein Mensch darf einfach wegen seiner Rasse minderen Rechtes sein. ... Hier geschieht deutsches Unrecht.